# Docka vit, Docka röd
Docka vit, Docka röd är en kriminalroman av Maria Lang (pseudonym för Dagmar Lange), utgiven första gången 1982 på bokförlaget Norstedts. Romanen har översatts till danska, norska och finska.